# Ålund
Ålund är en by i Byske socken i Skellefteå kommun, vid Åbyälven, cirka 2 mil väster om Åbyn och 2,4 mil nordväst om Byske.
Ålund hade tidigare en kooperativ lanthandel, en gång tillhörande Byske kooperativa handelsförening (bildad 1915). Butiken brann ner i maj 1931, men återuppbyggdes snart. I mars 2012 lade Coop Nord ner butiken som då hette Konsum Närköp. I juli 2012 öppnade en privat butik i Konsums tidigare lokal, men även den lades ner i januari 2014.